# Muscat d'Alsace
El muscat d'Alsace es un vino de Alsacia aromático que se distingue de los vinos de moscatel meridionales por su carácter seco y frutal. Puede servir de aperitivo. Tiene estatus de AOC.
El muscat d'Alsace es tradicionalmente vinificado a partir de muscat blanc, llamado « muscat d'Alsace » en Alsacia (a veces también llamado « muscat à petits grains »), pero cada vez con más frecuencia a partir de una vid cercana, el muscat ottonel.